# 桑兵
桑兵（1956年3月—），男，河北威县人，生于广西桂林，中国历史学家，中山大学教授，研究方向为近代中国知识与制度转型等。中国教育部第六批“长江学者”特聘教授，中华人民共和国国家清史编纂委员会委员。

## 生平
1977至1987年，先后就读于四川大学、中山大学、华中师范大学，获历史学硕士和博士学位，1983年起在中山大学历史系任教。